# Накоряков, Николай Никандрович
Никола́й Ника́ндрович Накоря́ков (11 (23) октября 1881, Тобольск, Российская империя — 10 ноября 1970, Москва) — российский и советский публицист, книгоиздатель, революционный деятель. Член Союза писателей СССР. Кавалер ордена Трудового Красного Знамени.

## Биография
Родился в семье чиновника. Окончил иконописную мастерскую в Знаменском монастыре. Участник революционного движения, занимался распространением нелегальной литературы. В 1901 году вступил в РСДРП, в 1903 примкнул к большевикам. Вёл партийную работу на Юге, в Поволжье, на Урале. Делегат 4-го и 5-го съездов РСДРП.
В 1907 организовал в Екатеринбурге выпуск газеты «Екатеринбургский листок». Через год был арестован и выслан в Сибирь, там познакомился с Валентином Трифоновым. В 1911 эмигрировал в США, там работал редактором русской социал-демократической газеты «Новый мир».
В годы Первой мировой войны перешёл на позиции оборончества. В 1917 вернулся в Россию, был заместителем комиссара Временного правительства в 1-й армии. С 1919 по 1920 служил в белой армии, затем до 1922 года работал на заготовках топлива в Тобольске. С 1922 работал в Госиздате и был директором издательства «Международная книга». В 1925 году был принят в ВКП(б). Участвовал в основании издательства «Советская энциклопедия». В 1930—1937 годах заведовал Государственным издательством художественной литературы. Снят с должности и исключён из партии за «покровительство врагам народа».
Его брат Андрей был репрессирован в 1937 году. Сам Н. Накоряков в 1938 г. был под судом за злоупотребления служебным положением.
Опубликовал ряд книг и свыше 50 статей по вопросам книгоиздательского дела в СССР. Принимал участие в подготовке первого собрания сочинений В. И. Ленина, издания сочинений М. Горького, Л. Н. Толстого, М. Е. Салтыкова-Щедрина, В. В. Маяковского.

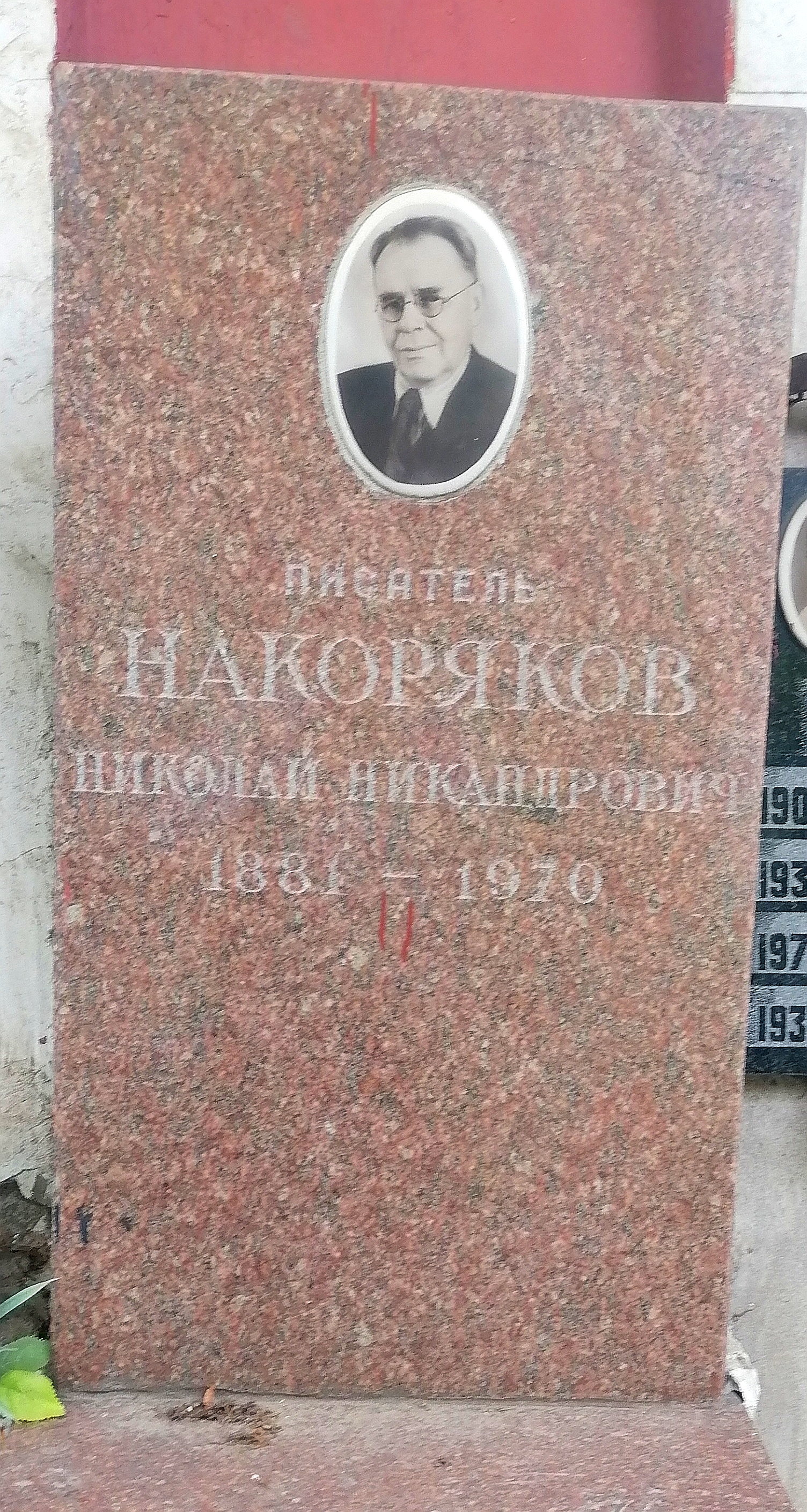
Могила на Новодевичьем кладбище

Скончался в Москве 10 ноября 1970 года. Урна с прахом в Колумбарии Новодевичьего кладбища (старая территория, у уч. 2).